# Единственият и неповторим Айвън
„Единственият и неповторим Айвън“ (на английски: The One and Only Ivan) е американско фентъзи от 2020 година на режисьора Теа Шарок, по сценарий на Марк Уайт, базиран по едноименния детски роман, написан от Катрин Апългейт през 2012 г. Във филма участват Сам Рокуел, Анджелина Джоли, Дани Де Вито, Хелън Мирън, Рамон Родригез, Ариана Грийнблат и Брайън Кранстън.